# Do It Again (Put Ya Hands Up)
"Do It Again (Put Ya Hands Up)" é o segundo single do quarto álbum de Jay-Z, Vol. 3... Life and Times of S. Carter. A música apresenta produção de Rockwilder assim como participações da cantora Amil e do rapper Beanie Sigel.

## Lista de faixas do single

### CD
1. "Do It Again (Put Ya Hands Up)" (LP Version)
2. "Do It Again (Put Ya Hands Up)" (Radio Edit)
3. "So Ghetto"
4. "Jigga My Nigga"

### Vinil
Lado-A
1. "Do It Again (Put Ya Hands Up)" (Radio Edit)
2. "Do It Again (Put Ya Hands Up)" (Instrumental)
3. "Do It Again (Put Ya Hands Up)" (LP Version)

Lado-B
1. "So Ghetto" (Radio Edit)
2. "So Ghetto" (LP Version)
3. "So Ghetto" (Instrumental)

## Paradas
| Parada (1999)             | Melhor posição |
| ------------------------- | -------------- |
| Billboard Hot 100         | 65             |
| Billboard Hot Rap Singles | 9              |